# Remo nos Jogos Olímpicos de Verão de 2016 - Oito com masculino
As provas do oito com masculino nos Jogos Olímpicos de 2016 decorreram entre 8 e 13 de agosto na Lagoa Rodrigo de Freitas, Rio de Janeiro.

## Formato da competição
As competições de remo desenrolaram-se em formato de rondas, dependendo de quantas embarcações estavam inscritas. Cada regata teve um máximo de seis embarcações participantes, desenrolando-se ao longo de 2000 metros. No oito com masculino, com sete embarcações, os vencedores de cada regata qualificatória seguiram diretamente para a final. Os restantes seguiram para a regata de repescagem, de onde os quatro primeiros avançaram também para a final discutindo as medalhas com os previamente apurados.

## Calendário
Os horários são pelo fuso de Brasília (UTC−3).
| Data                       | Hora  | Ronda           |
| -------------------------- | ----- | --------------- |
| Segunda-feira, 8 de agosto | 09:10 | Qualificatórias |
| Quinta-feira, 11 de agosto | 10:00 | Semifinais      |
| Sábado, 13 de agosto       | 11:27 | Final           |

## Medalhistas
Os oito remadores britânicos sagraram-se campeões olímpicos, superando na final a embarcação alemã (prata) e os atletas que ficaram com o bronze, dos Países Baixos.
|  | GBR Grã-Bretanha |  | GER Alemanha |  | NED Países Baixos |
|  | Scott Durant Tom Ransley Andrew Triggs Hodge Matt Gotrel Pete Reed Paul Bennett Matt Langridge William Satch Phelan Hill |  | Maximilian Munski Malte Jakschik Andreas Kuffner Eric Johannesen Maximilian Reinelt Felix Drahotta Richard Schmidt Hannes Ocik Martin Sauer |  | Kaj Hendriks Robert Lücken Boaz Meylink Boudewijn Röell Olivier Siegelaar Dirk Uittenbogaard Mechiel Versluis Tone Wieten Peter Wiersum |

## Resultados

### Qualificatórias
Os vencedores de cada regata ficaram apurados para a final, e os restantes foram disputar vagas adicionais pela repescagem.

#### Qualificatória 1
| Pos. | Remadores                                                                             | País              | Tempo   | Notas |
| ---- | ------------------------------------------------------------------------------------- | ----------------- | ------- | ----- |
| 1    | Durant, Ransley, Triggs Hodge, Gotrel, Reed, Bennett, Langridge, Satch, Hill          | GBR Grã-Bretanha  | 5:34.23 | Q     |
| 2    | Hendriks, Lücken, Meylink, Röell, Siegelaar, Uittenbogaard, Versluis, Wieten, Wiersum | NED Países Baixos | 5:36.16 | R     |
| 3    | Brake, Grainger, Jones, Kennedy, Kirkham, Murray, Robertson, Wright, Shepherd         | NZL Nova Zelândia | 5:36.28 | R     |
| 4    | Agamennoni, Capelli, Frattini, Infimo, Liuzzi, Paonessa, Stefanini, Venier, D'Aniello | ITA Itália        | 5:52.83 | R     |

#### Qualificatória 2
| Pos. | Remadores                                                                                       | País               | Tempo   | Notas |
| ---- | ----------------------------------------------------------------------------------------------- | ------------------ | ------- | ----- |
| 1    | Munski, Jakschik, Kuffner, Johannesen, Reinelt, Drahotta, Schmidt, Ocik, Sauer                  | GER Alemanha       | 5:38.22 | Q     |
| 2    | Dommer, Struzyna, Karwowski, Ochal, Kasprzyk, Di Santo, Munn, Hack, Ojserkis                    | USA Estados Unidos | 5:40.16 | R     |
| 3    | Schodowski, Fuchs, Aranowski, Wilangowski, Burda, Szpakowski, Brzeziński, Juszczak, Trojanowski | POL Polônia        | 5:42.32 | R     |

### Repescagem
Os quatro primeiros qualificaram-se para a final.
| Pos. | Remadores                                                                                       | País               | Tempo   | Notas |
| ---- | ----------------------------------------------------------------------------------------------- | ------------------ | ------- | ----- |
| 1    | Dommer, Struzyna, Karwowski, Ochal, Kasprzyk, Di Santo, Munn, Hack, Ojserkis                    | USA Estados Unidos | 5:51.13 | Q     |
| 2    | Hendriks, Lücken, Meylink, Röell, Siegelaar, Uittenbogaard, Versluis, Wieten, Wiersum           | NED Países Baixos  | 5:52.95 | Q     |
| 3    | Brake, Grainger, Jones, Kennedy, Kirkham, Murray, Robertson, Wright, Shepherd                   | NZL Nova Zelândia  | 5:56.94 | Q     |
| 4    | Schodowski, Fuchs, Aranowski, Wilangowski, Burda, Szpakowski, Brzeziński, Juszczak, Trojanowski | POL Polônia        | 5:59.22 | Q     |
| 5    | Agamennoni, Capelli, Frattini, Infimo, Liuzzi, Paonessa, Stefanini, Venier, D'Aniello           | ITA Itália         | 6:05.12 |       |

### Final
| Pos.              | Remadores                                                                                       | País               | Tempo   |
| ----------------- | ----------------------------------------------------------------------------------------------- | ------------------ | ------- |
| Medalha de ouro   | Durant, Ransley, Triggs Hodge, Gotrel, Reed, Bennett, Langridge, Satch, Hill                    | GBR Grã-Bretanha   | 5:29.63 |
| Medalha de prata  | Munski, Jakschik, Kuffner, Johannesen, Reinelt, Drahotta, Schmidt, Ocik, Sauer                  | GER Alemanha       | 5:30.96 |
| Medalha de bronze | Hendriks, Lücken, Meylink, Röell, Siegelaar, Uittenbogaard, Versluis, Wieten, Wiersum           | NED Países Baixos  | 5:31.59 |
| 4                 | Dommer, Struzyna, Karwowski, Ochal, Kasprzyk, Di Santo, Munn, Hack, Ojserkis                    | USA Estados Unidos | 5:34.23 |
| 5                 | Schodowski, Fuchs, Aranowski, Wilangowski, Burda, Szpakowski, Brzeziński, Juszczak, Trojanowski | POL Polônia        | 5:34.62 |
| 6                 | Brake, Grainger, Jones, Kennedy, Kirkham, Murray, Robertson, Wright, Shepherd                   | NZL Nova Zelândia  | 5:36.64 |